# 穆巴拉克·薩巴赫
穆巴拉克·薩巴赫（Mubarak Al-Sabah），科威特埃米爾，1896年至1915年在位。穆巴拉克·薩巴赫是薩巴赫家族的成員。1899年與英國簽署1899年英國-科威特條約，使科威特成為英國的保護國。1915年去世。他的兒子是賈比爾·穆巴拉克·薩巴赫，以及薩利姆·穆巴拉克·薩巴赫。